# Simon Lount
Simon Lount (* 18. September 1981) ist ein neuseeländischer Fußballschiedsrichter-Assistent.
Seit 2012 bestreitet Lount internationale Spiele.
Lounts erstes großes Turnier war die U-20-Weltmeisterschaft 2015, wo er zusammen mit Tevita Makasini aus Tonga und Schiedsrichter Matthew Conger bei zwei Partien eingesetzt wurde. Bei den Olympischen Sommerspielen 2016 in Rio de Janeiro leiteten Conger, Lount und Makasini ebenfalls Fußballspiele. 2017 war Lount zusammen mit Conger und Makasini bei der Klub-Weltmeisterschaft 2017 in den Vereinigten Arabischen Emiraten im Einsatz. Auch bei der U-20-Weltmeisterschaft 2017 in Südkorea leiteten sie zwei Partien.
Anfang 2018 wurde Matthew Conger mit seinen Assistenten Simon Lount und Tevita Makasini als eines von 36 Schiedsrichtergespannen für die Weltmeisterschaft 2018 in Russland nominiert.